# Nepenthes alata
Nepenthes alata Blanco, 1837 è una pianta carnivora della famiglia Nepenthaceae, endemica delle Filippine.

## Descrizione

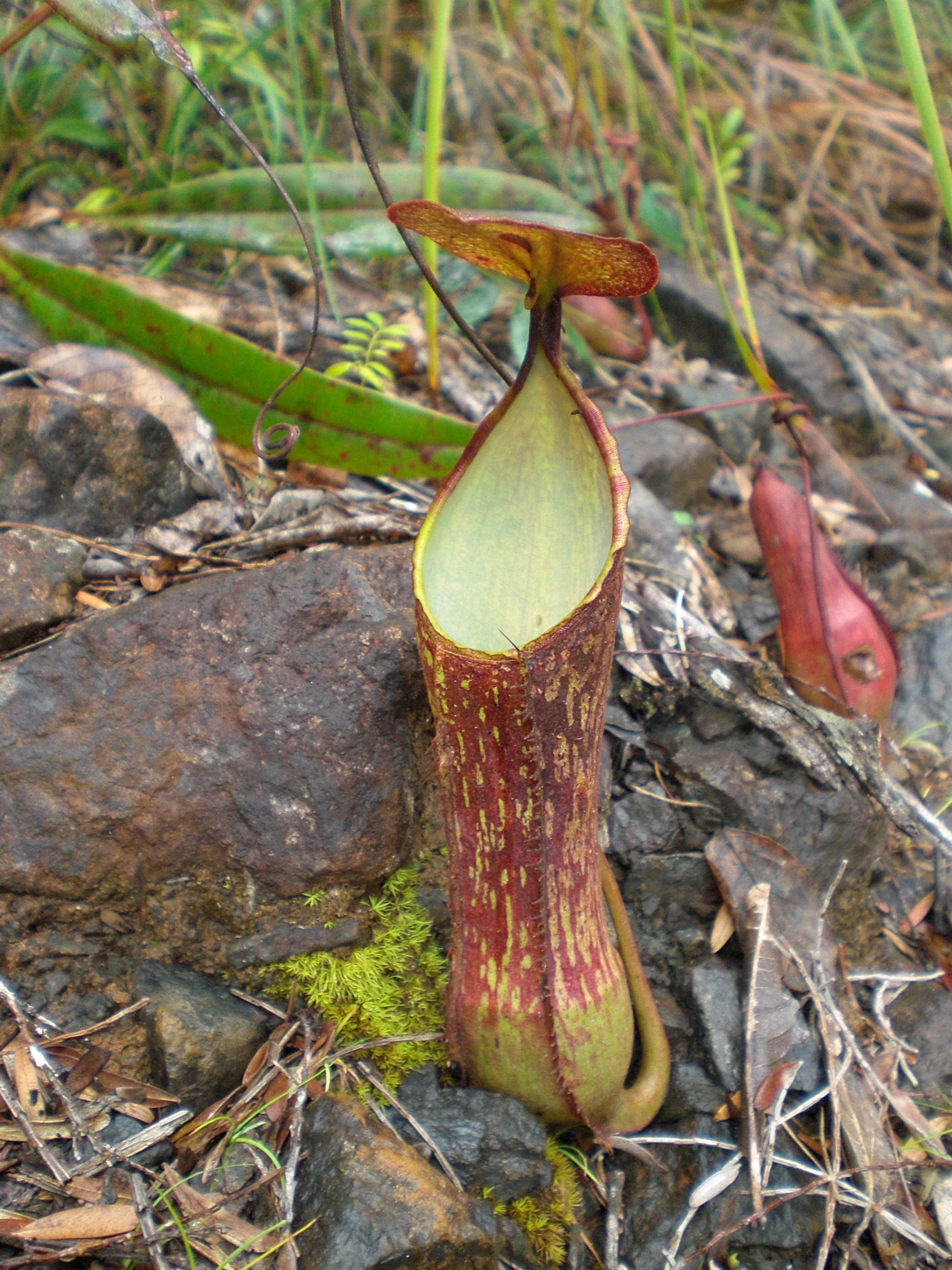

Nepenthes alata si mostra con foglie verde brillanti e lucide, alle cui estremità si formano i caratteristici ascidi, trappole simili a brocche dalla colorazione verde-rossastra, protette da un coperchio o opercolo. Al loro interno, normalmente per un quarto del volume totale, è contenuto il liquido digestivo composto da acqua ed enzimi digestivi. L'opercolo che sormonta l'ingresso dell'ascidio preserva il liquido dalla diluizione causata dalle piogge. Le prede, solitamente insetti e piccoli invertebrati, vengono attirati nella trappola grazie alla loro colorazione e a particolari sostanze in grado poi di stordirli. Gli animali che muoiono nell'ascidio vengono lentamente assimilati dalla pianta. Dopo una serie di processi enzimatici, diverranno nutrimento per essa sotto forma di azoto nitrico.

## Distribuzione e habitat
È una specie endemica delle Filippine, presente in quasi tutte le maggiori isole dell'arcipelago tra cui Provincia di Camiguin, Cebu, Culion, Leyte, Luzon, Mindanao, Mindoro, Negros, Panay, Samar  e Sibuyan.
Predilige substrati dominati da rocce ultrabasiche, con alte concentrazioni di ferro e magnesio.